# Monetta
Monetta é uma cidade  localizada no estado norte-americano da Carolina do Sul, no Condado de Aiken e Condado de Saluda.

## Demografia
Segundo o censo norte-americano de 2000, a sua população era de 220 habitantes.
Em 2006, foi estimada uma população de 220, um aumento de 0 (0.0%).

## Geografia
De acordo com o United States Census Bureau tem uma área de
1,9 km², dos quais 1,9 km² cobertos por terra e 0,0 km² cobertos por água. Monetta localiza-se a aproximadamente 180 m acima do nível do mar.

## Localidades na vizinhança
O diagrama seguinte representa as localidades num raio de 20 km ao redor de Monetta.